# Documenta 12

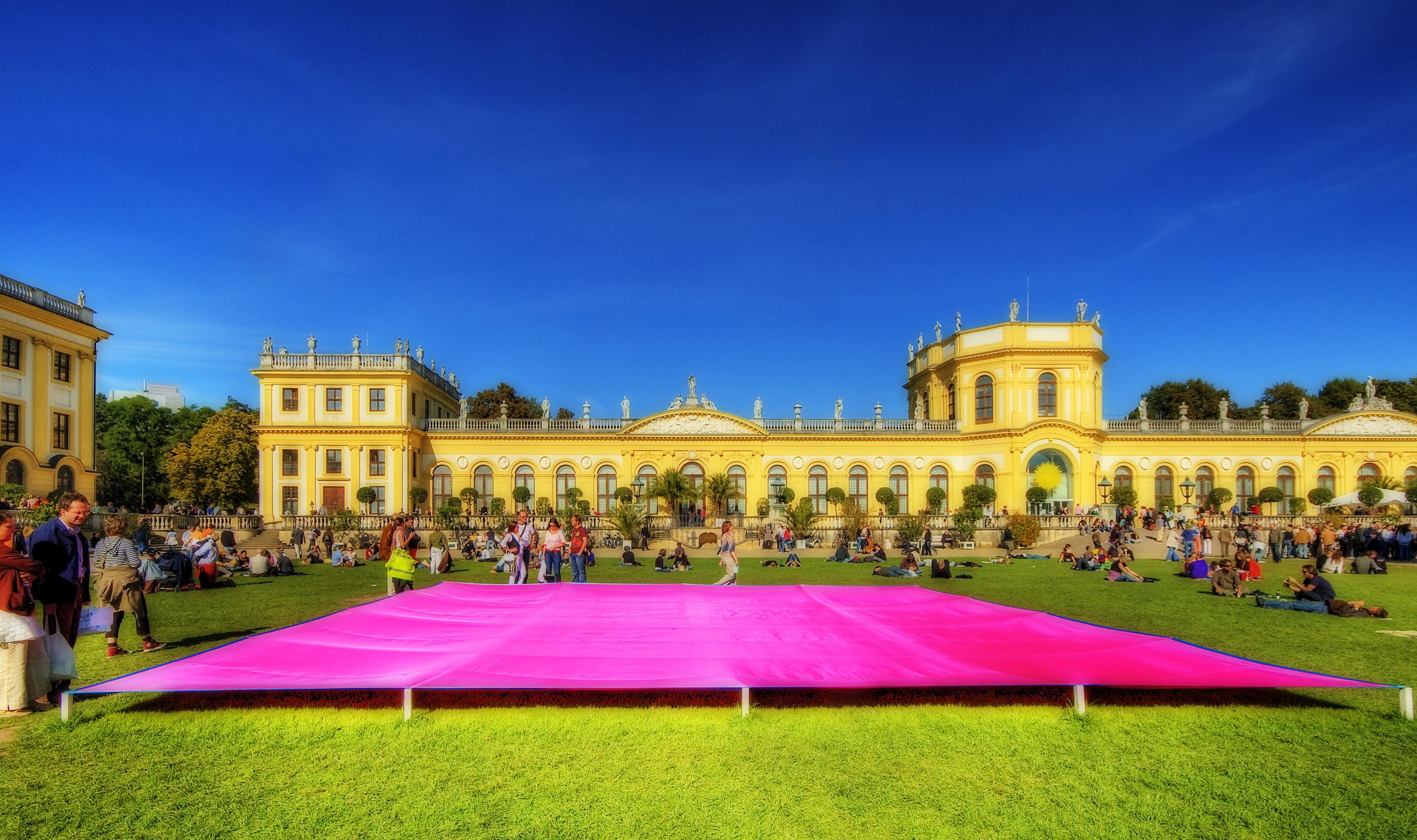
Atsuko Tanakas Tokyo Work (1955) på Karlswiese framför Orangeriet.

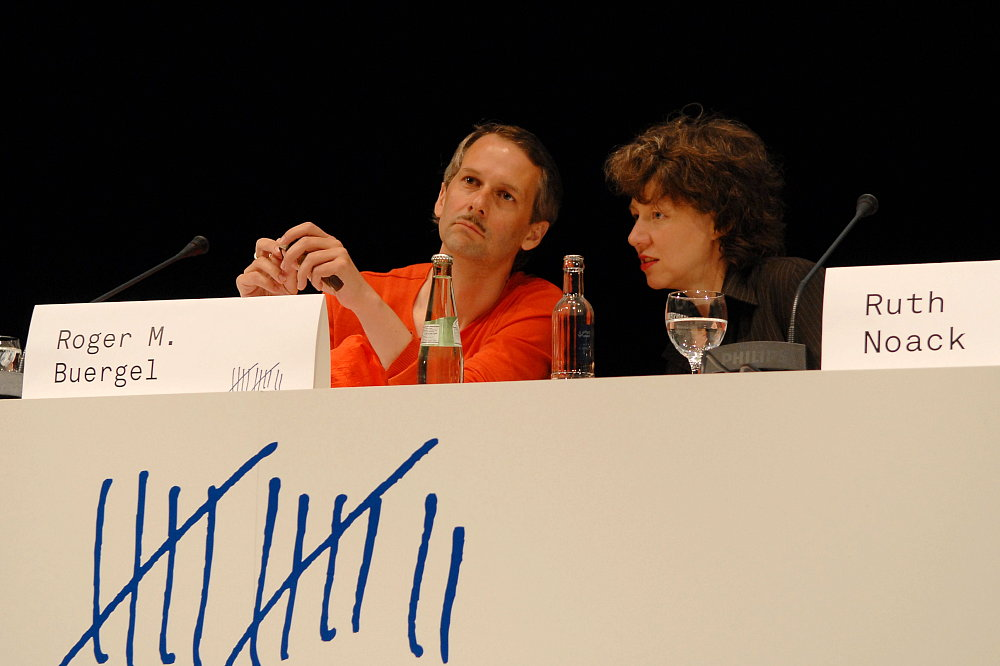
Roger M. Buergel och Ruth Noack med logo för documenta 12.

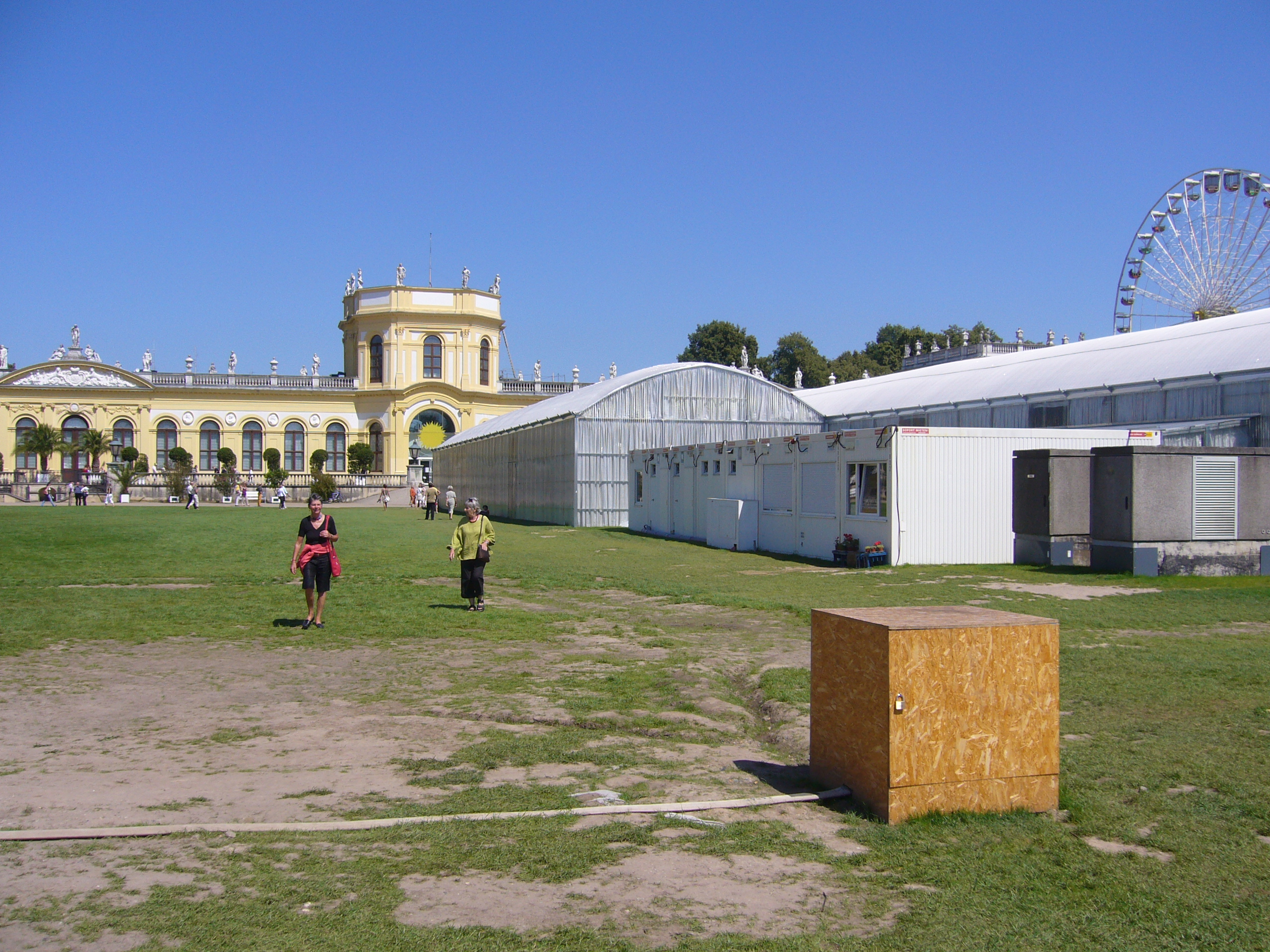
Aue-paviljongen med Orangeriet i bakgrunden.

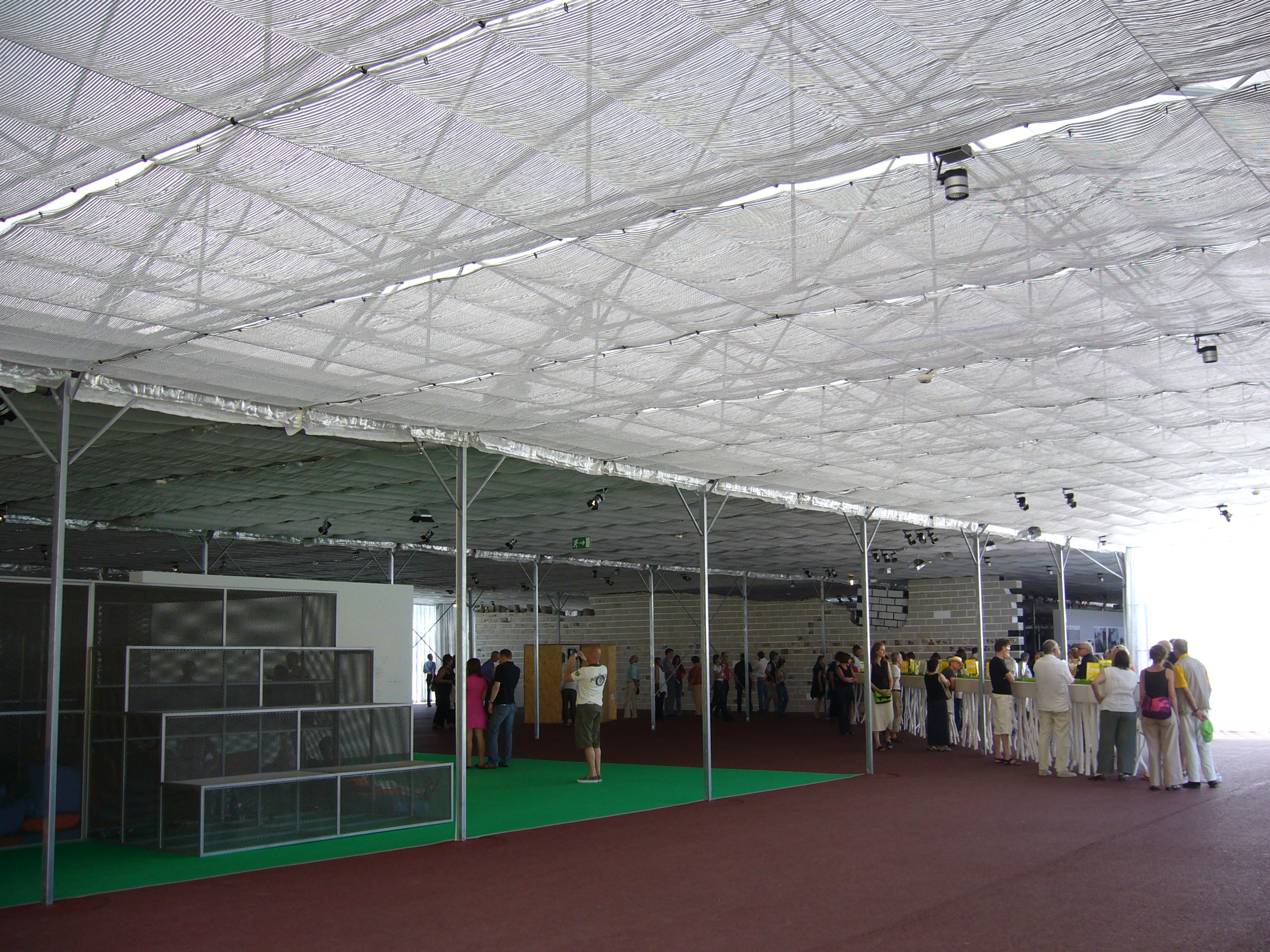
Interiör i Aue-paviljongen.

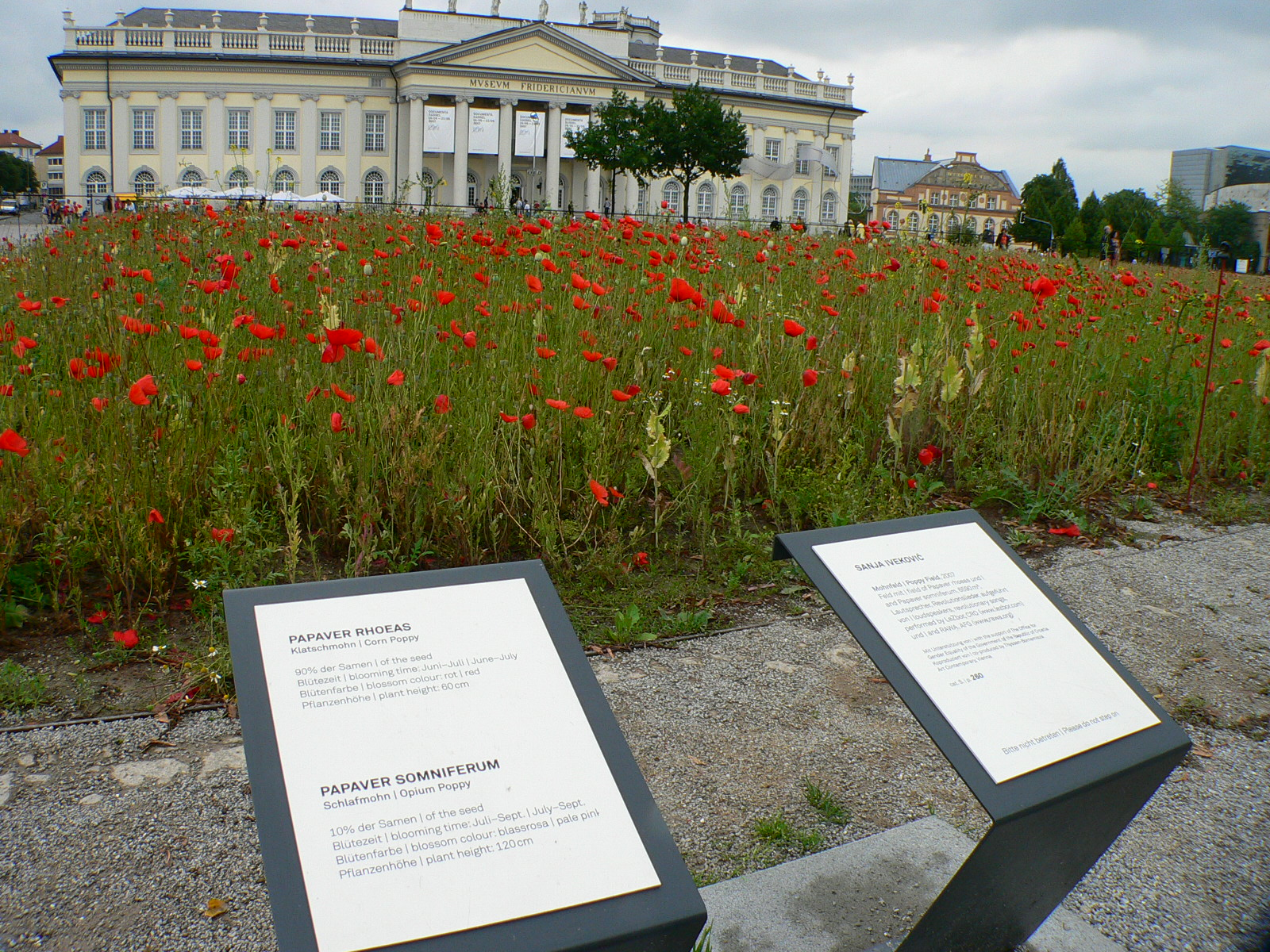
Vallmofältet framför Fridericianum.

documenta 12 var den tolfte documenta-utställningen i Kassel i Tyskland. Den anordnades mellan 16 juni och 23 september 2007 och hade 754 301 besökare, mer än 100 000 fler än Documenta11 fem år tidigare. 
Konstnärlig ledare var Roger M. Buergel och kurator var hans partner från flera utställningar, konsthistorikern Ruth Noack. Drygt 500 konstverk av drygt 100 konstnärer visades.

## Temata
I december 2005 formulerade Roger M. Buergel tre teman i frågeform till konsten och till dess publik:
- Är det moderna idag vårt antika? om innebörden av begreppet modern konst.
- Ved är det att bara leva? avsåg spektrum från kroppslig utsatthet till extas och dess behandling i konsten.
- Vad göra?

## Utställningslokaler
documenta 12 använde, liksom de föregående documenta-utställningarna, flera befintliga byggnader i Kassel som utställningshallar. Sex byggnader av olika ålder användes och därutöver uppfördes en ny, temporär byggnad, Aue-paviljongen. documenta 12 använde sex utställningslokaler i Kassel. 

## Verk i urval

### Fairytale

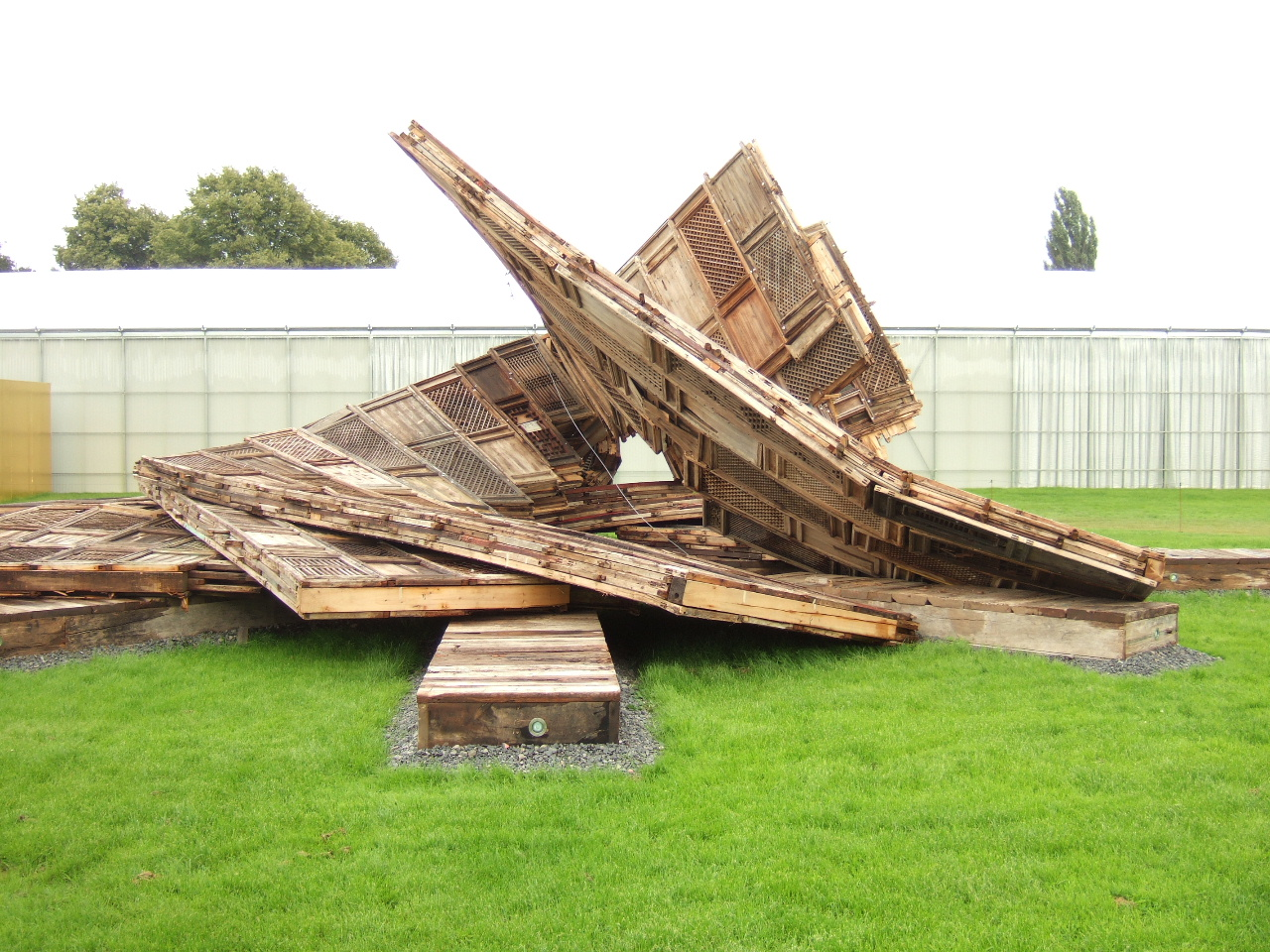
Al Weiweis Template

Under titeln Fairytale tog Ai Weiwei 1001 landsmän, som aldrig varit utomlands, till Kassel för att besöka documenta 12. Ai Weiwei lät dokumentera dessa besökares resa och deras upplevelser och erfarenheter. På frågan om det verkligen är konst att ta med sig 1001 kineser till en konstutställning, svarade Ai Weiwei i en intervju:
| ” | Det är konst, om man betecknar det som konst. Min dröm var, att möjliggöra för folk att resa till Documenta, något som dessa människor aldrig annars skulle ha kunna få göra under livet. Det är dock delvis det som konst kan leda till: att skapa betingelserna för individuell klarsyn och individuellt medvetandegörande, som kan besvara de mest naiva och enklaste frågor. | „ |

Ai Weiweis gäster från Kina reste efter varandra i fem grupper på vardera 200 personer och bodde tillsammans i en tidigare fabrikslokal i Kasseler Nordstadt. Varje grupp vistades en vecka i staden mellan juni och juli. 
En del av konstverket var 1001 antika stolar från Qing-dynastin, som var utställda i de tre huvudhallarna Aue-paviljonen, Fridericianum och Neue Galerie och som tjänstgjorde som sittplatser för besökarna.

### Template
Utomhusverket Template (Mall) av Ai Weiwei fanns på den trekantiga innergården vid Aue-paviljongen. Fyra höga lodräta skivor var sammansatta i en central punkt. Dessa skivor var klädda med ett stort antal små trädörrar och fönster från rivna kinesiska hus från Ming-dynastin och Qing-dynastin. Från början stod skivorna lodrätt på ett ungefär 50 centimeter hög, sockelliknande fundament av trä. Verkets mått var 720 × 1200 × 850 cm.
Ai Weiweis konstruktion uppfördes i maj-juni av kinesiska hantverkare och översteg Aue-paviljongens höjd med flera meter. Under ett oväder den 20 juni, bara fyra dagar innan documenta 12 skulle öppnas, rasade Template av vindstyrkan ner på fundamentet. Al Weiwei deklarerade att detta var en del av konstverket, och lät det bli kvar i sin nya utformning.

### Terraced Rice Fields Art Project

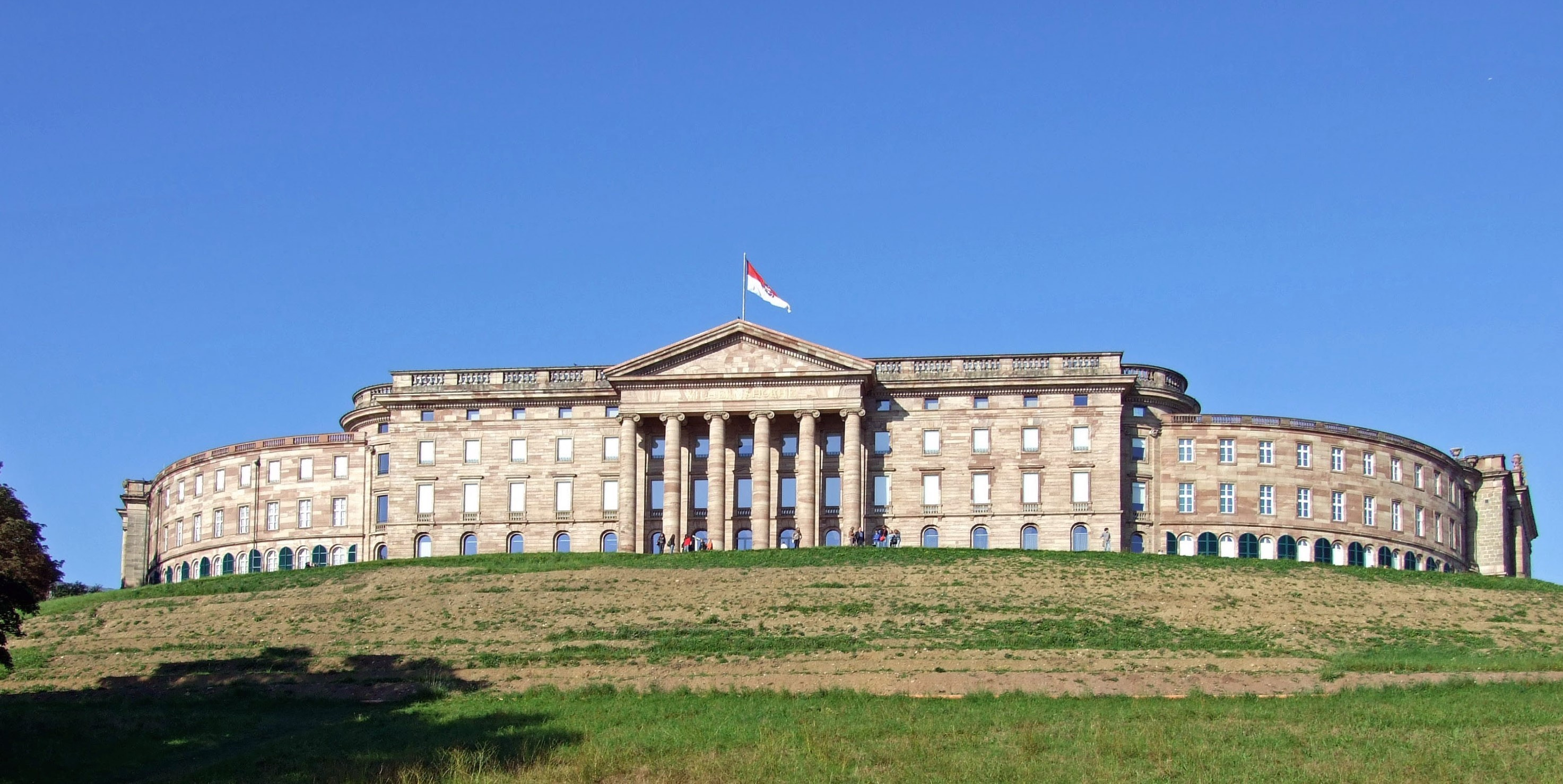
Konstprojektet Terrasserade risfält av Sakarin Krue-On

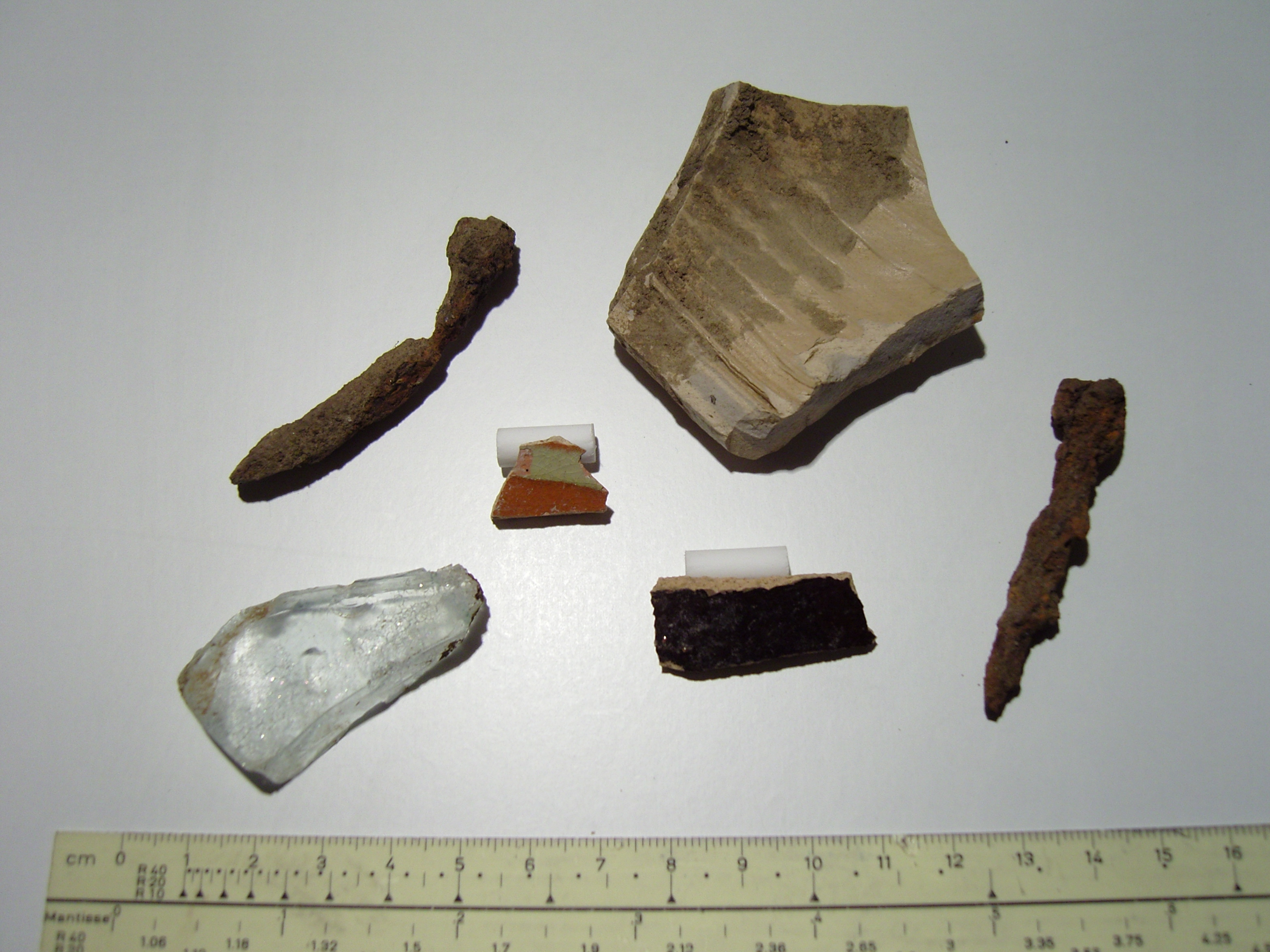
I samband med markarbetana kom många skärvor, metallfragment och annat i dagen från olika tidsepoker, vilka vittnade om slottets 800-åriga historia.

Konstprojektet Terrasserade risfält var ett utomhusprojekt av den thailändska konstnären Sakarin Krue-On i Bergpark Wilhelmshöhe på den östra sluttningen framför Schloss Wilhelmshöhe.
Bergpark Wilhelmshöhe med sin trehundråriga historia gav en historisk bakgrund till ett ostasiatiskt konstprojekt. Bara några hundra meter från slottet finns några byggnader som är rester av den så kallade kinesiska byn Mou-lang, som uppfördes 1781 av lantgreven Friedrich II som en yttring av tidens kineseri.

## Deltagande konstnärer i urval

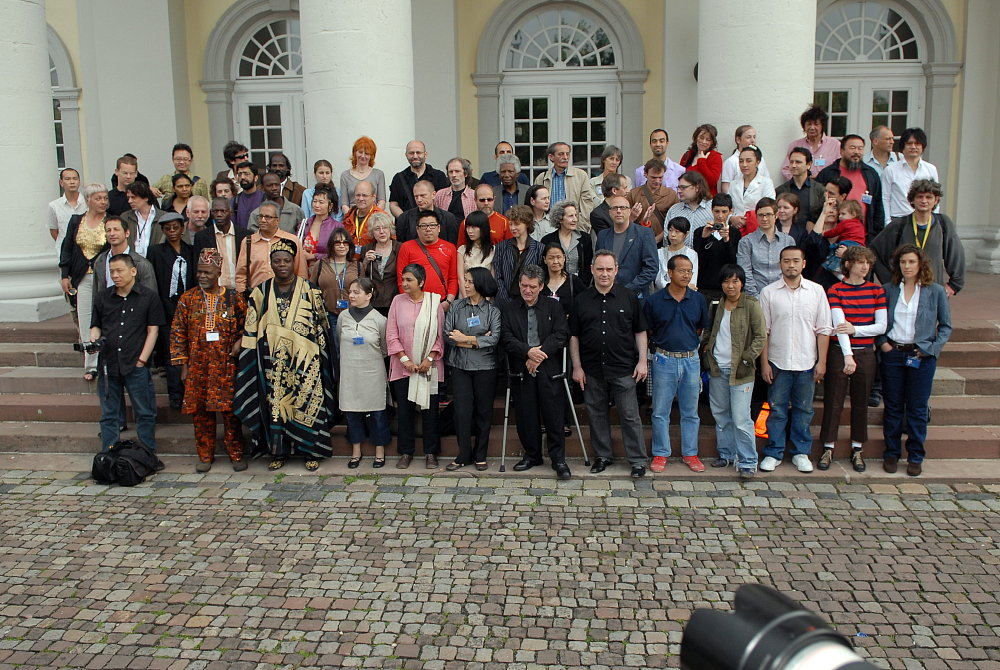
Konstnärer på documenta 12 framför Fridericianum

- Ferran Adrià
- Ai Weiwei
- Johanna Billing
- Poul Gernes
- Andrea Geyer
- David Goldblatt
- Sharon Hayes
- Sanja Iveković
- Mary Kelly
- Louise Lawler
- Agnes Martin
- Nasreen Mohamedi
- Yvonne Rainer
- Gerhard Richter
- Allan Sekula
- Jo Spence
- Grete Stern
- Atsuko Tanaka